# 姜味草
姜味草（学名：Micromeria biflora）为唇形科姜味草属下的一个种。

## 扩展阅读
- 維基物種上的相關：姜味草